# 파울루스 알렉산드리누스
파울루스 알렉산드리누스(Paulus Alexandrinus)는 후기 로마 제국의 점성술 작가이다. 378년에 작성된 그의 현존하는 작품 《에이사고기카(Eisagogika)》 또는 《서론(Introductory Matters)》은 4세기 로마 제국에서 실천되었던 점성술에 대한 주요 논제들을 다룬다.
파울루스의 생애에 대해서 알려진 것은 희박하다. 그는 로마 세계의 가장 학구적인 도시들 가운데 하나로 점성술 또한 가장 그러했던 알렉산드리아에 살았다. 그의 생애 때에, 로마의 세력은 쇠퇴하고 있었고, 로마 제국의 수도는 콘스탄티노폴리스로 이전되었다. 약 두 세기 이후(564년)에 알렉산드리아에서 신플라톤주의 철학자 올림피오도로스 네오테로스에 의해 그의 작품에 대한 일련의 강의 기록이 남아 있기 때문에, 그가 중요한 권위자로 인정 받았다고 여겨진다. 그 강연들은 하나의 《주석집》으로 보존되었으며, 파울루스의 《서론》과 올림피도로스의 《주석집》은 모두 번역되어 혼란한 후기 제국에서부터 더 불안정한 초기 비잔티움 제국에 이르기까지 그 시대에 점성술을 대하던 태도와 점성술 기법의 발전에 대한 견해를 알린다.
《서론》에서, 달의 열한 가지 위상에 대한 논고는 너무 과소평가되어온 그리스의 점성학적 사변에 미친 영향력에 관한 한 논제를 다룬다. 달의 그 위상들은 시돈의 도로테우스의 생애 때로 거슬러 올라가는 헬레니즘 시대의 카타르케 천궁도에 영향을 준 가장 유력한 단일 요소인 것으로 추정된다. 그 저서는 과학정신이 투철했던 프톨레마이오스는 회피했지만, 헬레니즘 점성술 기법의 핵심이 되었던 가상점들을 수록하고 있다. 파울루스는 도데카테모리아와 모노모이리아를 논했고, 점성학적 분석에 있어서 주야간 및 행성 간의 각맺음의 적용 및 비적용의 효력에 대하여 폭넓게 다루었다. (그것의 헬레니즘 기법은 현대의 것과는 매우 다르다.)
파울루스가 서론을 저술할 때, 점성술에서 광범위한 지식 융합이 일어났다. 보다 40년 먼저, 율리우스 피르미쿠스 마테르누스는 《수학(Mathesis)》을 저술하며 그의 시대의 점성술 기법을 길고 매우 상세히 요약하는데, 그것은 오늘날까지 그대로 전해져 내려온다. 파울루스와 동시대의 한 익명의 저자는 379년에 《항성에 대한 논문(Treatise on the Fixed Stars)》을 작성했는데, 그것은 프톨레마이오스가 천궁도의 맥락으로 항성을 다룬 이래로 로마 시대의 실천적 점성가들의 최고의 기록이라는 평가가 있다. 참고로, 수십년 후(415년)에, 초기의 점성술 전통들과 프톨레마이오스의 저작이 통합되어 이집트의 테베스의 헤파이시오에 의해 세 권의 저서(《아포텔레스마티카(Apotelesmatika)》)가 만들어졌다.

## 유산
파울루스와 헤파이시오에 이어 수백년 동안, 점성술의 전통은 계속해서 활기를 띄었는데, 라오디케아의 율리아누스(500년경)과 레토리우스(6 또는 7세기)의 저서들 그리고 5세기 또는 6세기에 저술되어 중세와 근세에 아랍인들의 점성학적 사고와 유럽의 점성가들에게 (릴리 참조.) 적지 않은 영향력을 끼쳤던 (수세기 동안 허위로 프톨레마이오스에 기인하는 것으로 여겨졌던) 《켄틸로퀴움》을 포함하는 몇 점의 저서들이 전해져 내려오고 있다.
《파울리사 싯단타》("파울루스의 학설")이라고 불리는 인도의 주요 점성술 논문이 때때로 파울루스의 작품에서 파생되었다고 여겨진다. 그러나, 그러한 개념은 그 분야의 몇몇 학자에 의해서와 특히 데이비드 핑그리가 "파울루스 알렉산드리누스와 파울리사싯단타의 저자를 동일하다고 보는 것은 완전히 거짓이다."라고 전한데서 거부되어오고 있다.

## 번역본
- (영어) Paulus Alexandrinus, 《Introductory Matters》, 번역: Robert Schmidt, 편집: Robert Hand, The Golden Hind Press, Berkeley Springs, WV, second edition, revised, 1993.
- (영어) 《Late Classical Astrology: Paulus Alexandrinus and Olympiodorus, with the Scholia from Later Commentators》, 번역: Dorian Giesler Greenbaum, 편집: Robert Hand, ARHAT Publications, Reston, VA, 2001.

## 추가 문헌
- Dorian Gieseler Greenbaum's website on Hellenistic astrology: Classical Astrology→도리안 기젤러 그린바움의 헬레니즘 점성술에 대한 웹사이트: 고전 점성술
- Robert Hand, —excerpt from Introduction to Late Classical Astrology: Paulus Alexandrinus and Olympiodorus {{해석|로버트 핸드, 《후기 고전 점성술: 파울루스 알렉산드리누스와 올림피오도로스》의 서문에서 발췌
- Robert Hand,  —quoting from Paulus →파울루스의 저서로부터 인용
- Project Hindsight —on Paulus.